# Casamanya
Casamanya é uma montanha no noroeste de Andorra, nos Pirenéus, com três picos:
- Casamanya Sul, 2739 m.
- Casamanya Médio, 2725 m.
- Casamanya Norte, 2750 m.[1]

Está situada na fronteira entre as paróquias de Ordino e Canillo.

## Ligações externas

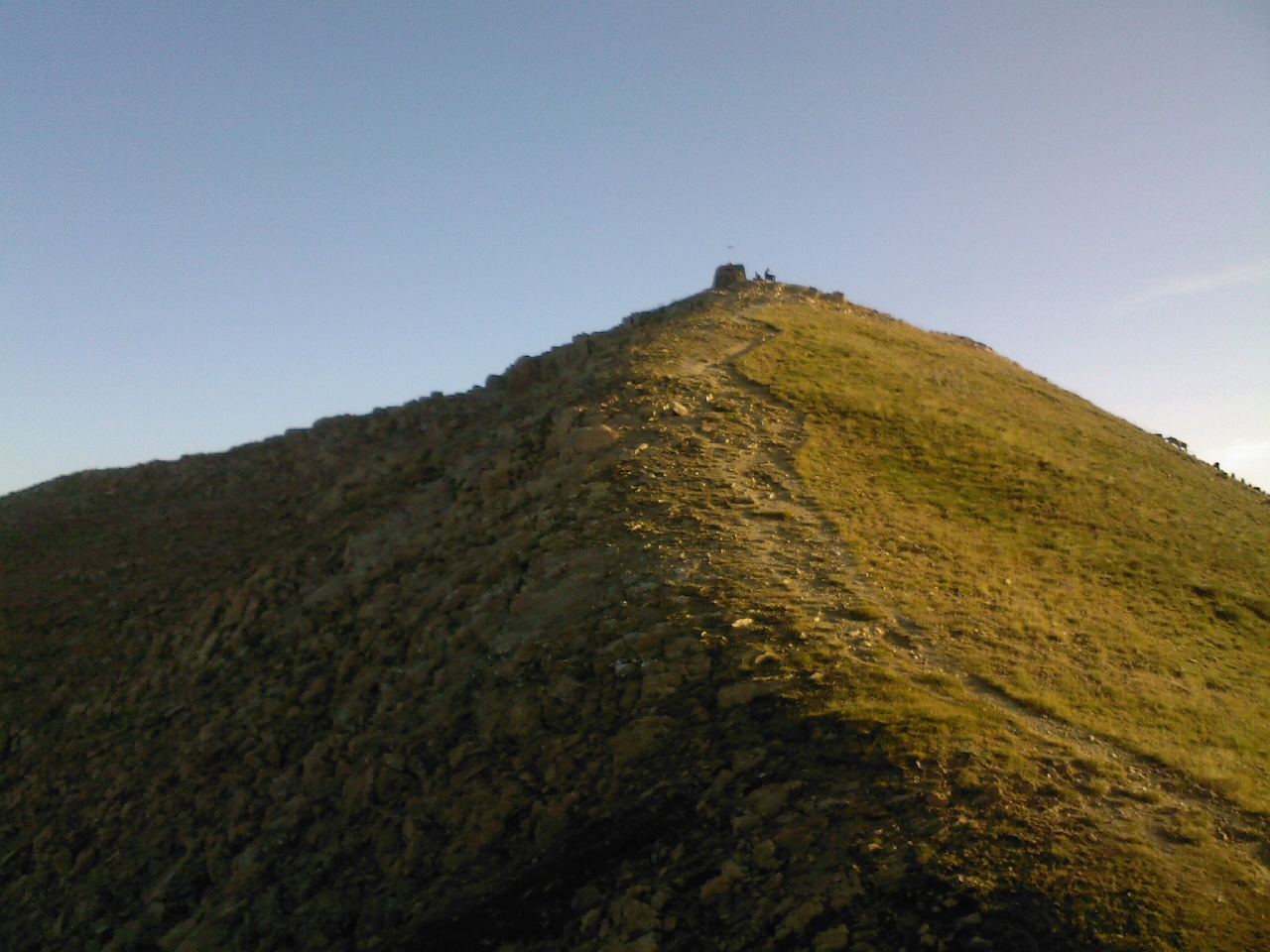
Vista da vertente norte de um dos picos do Casamanya no verão